# Huta Baringin (Ranto Baek)
Huta Baringin is een bestuurslaag in het regentschap Mandailing Natal van de provincie Noord-Sumatra, Indonesië. Huta Baringin telt 414 inwoners (volkstelling 2010).